# Кент Ејкерс (Делавер)
Кент Ејкерс (енгл. Kent Acres) насељено је место без административног статуса у америчкој савезној држави Делавер.

## Демографија
По попису из 2010. године број становника је 1.890, што је 253 (15,5%) становника више него 2000. године.
| Група             | 2000.         | 2010.         |
| Белци             | 1.183 (72,3%) | 1.215 (64,3%) |
| Афроамериканци    | 325 (19,9%)   | 467 (24,7%)   |
| Азијати           | 24 (1,5%)     | 48 (2,5%)     |
| Хиспаноамериканци | 75 (4,6%)     | 103 (5,4%)    |
| Укупно            | 1.637         | 1.890         |